# St. James Hotel (Red Wing, Minnesota)
St. James Hotel en Red Wing, Minnesota es un edificio de estilo italiano construido en 1874-1875. Fue incluido en el Registro Nacional de Lugares Históricos en 1977. El área que figura en la lista de NRHP se incrementó para convertirse en St. James Hotel and Buildings en 1982.  Es miembro de Historic Hotels of America, el programa oficial del National Trust for Historic Preservation.

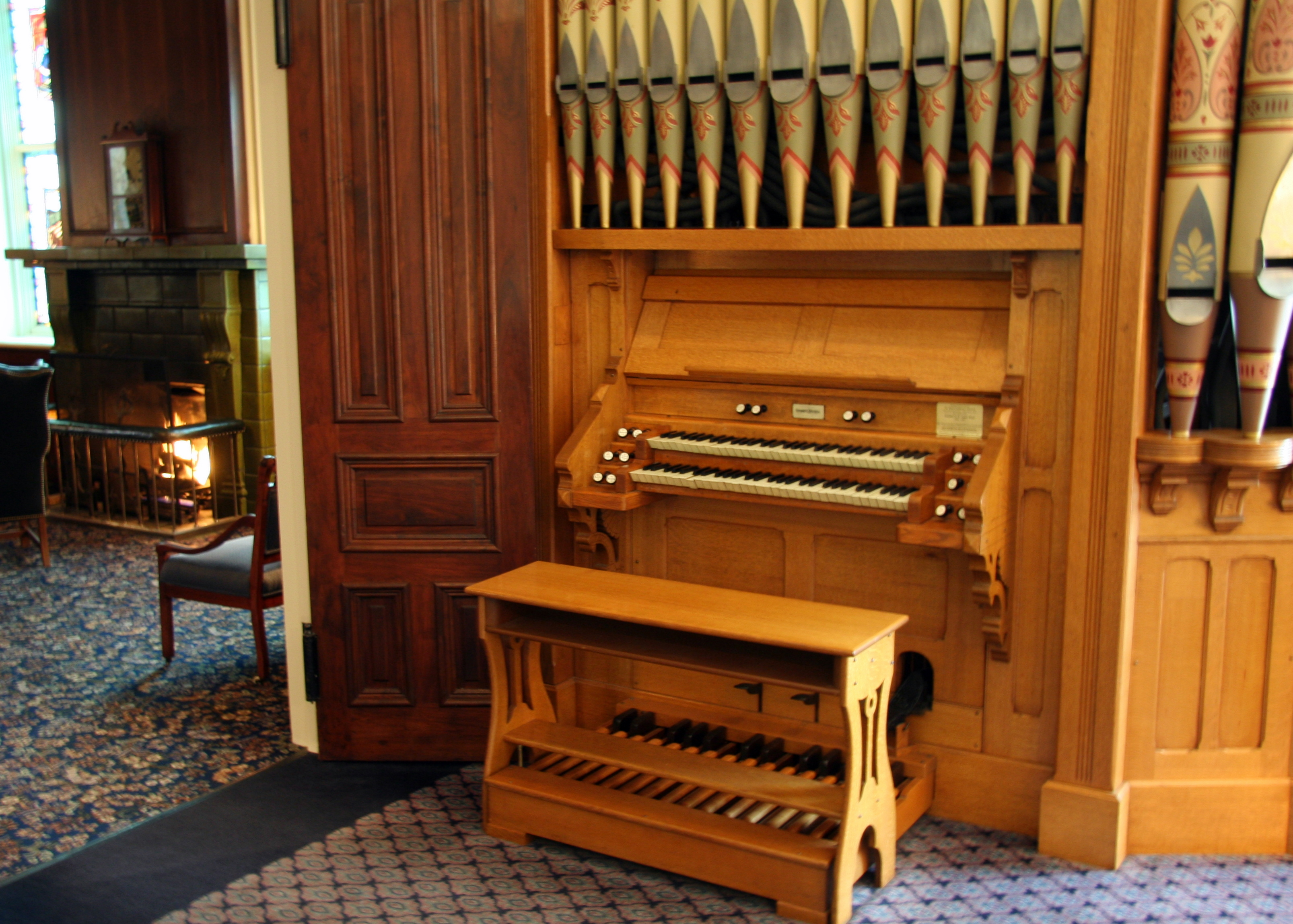
una vista interior

Red Wing era el mercado primario de trigo más grande del mundo a principios de la década de 1870. Como resultado de la riqueza de la ciudad, y ante la necesidad de albergar a empresarios y turistas que visitaban la ciudad, once destacados empresarios invirtieron en la construcción del hotel. Se inauguró con un gran baile el Día de Acción de Gracias de 1875. Fue uno de los hoteles más lujosos a lo largo del río Misisipi y sirvió a la ciudad durante su apogeo como centro comercial y parada de barcos de vapor.

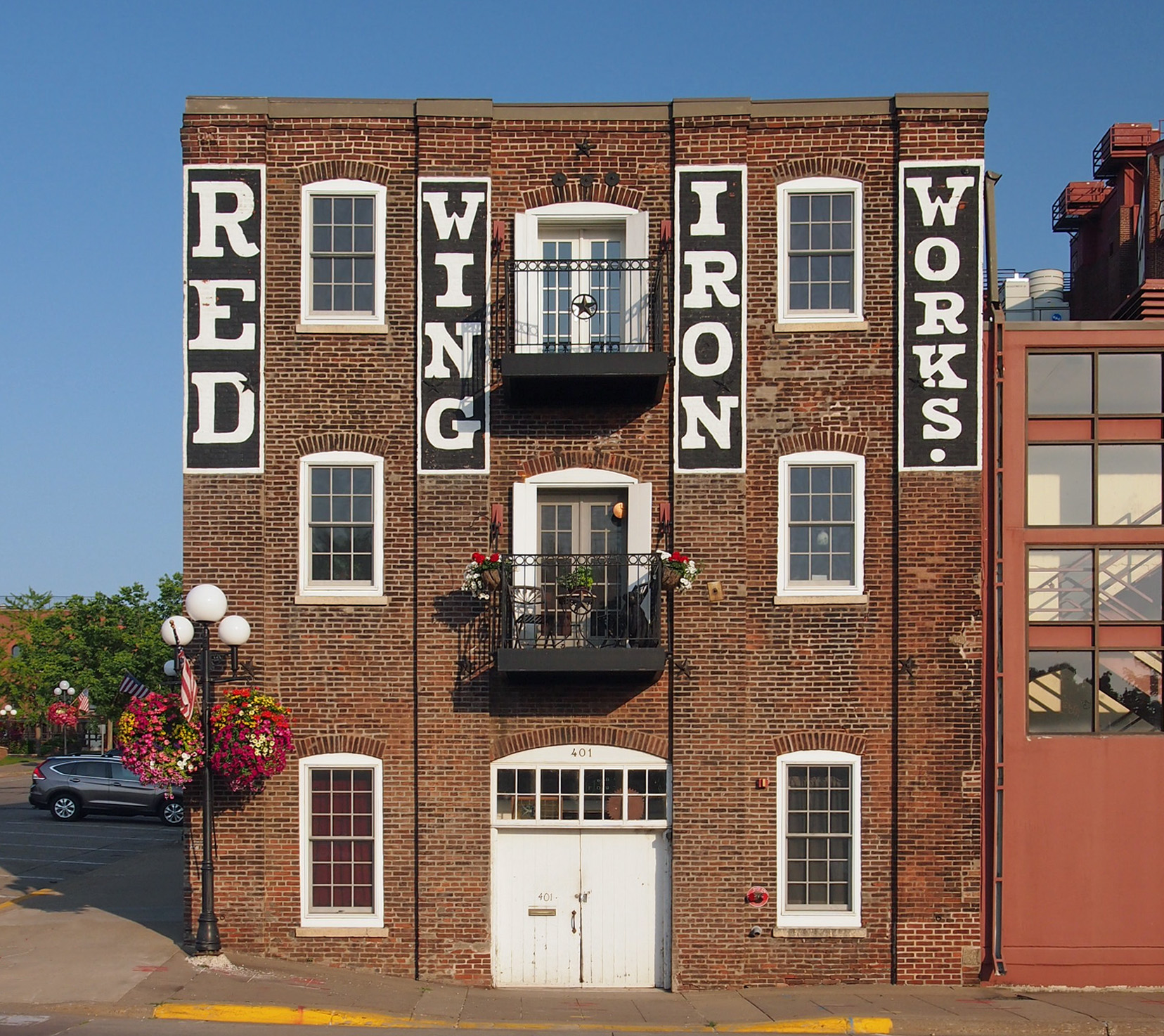
El edificio Red Wing Iron Works

El hotel fue comprado en 1977 por Red Wing Shoe Company y renovado. También se realizaron dos ampliaciones, un patio comercial y una nueva sección para oficinas y habitaciones de hotel. Hasta hace poco, el hotel tenía 61 habitaciones, cada una con su propia decoración única y con el nombre de un barco fluvial que solía viajar arriba y abajo del río Mississippi. A principios de 2010, se agregó al hotel una nueva suite ubicada en el antiguo edificio Red Wing Iron Works, lo que elevó el número de habitaciones a 62.